# Desa Cicadas (administrativ by i Indonesien, lat -7,00, long 107,22)
Desa Cicadas är en administrativ by i Indonesien.   Den ligger i provinsen Jawa Barat, i den västra delen av landet, 100 km söder om huvudstaden Jakarta.